# Euphorbia similiramea
Euphorbia similiramea es una especie fanerógama perteneciente a la familia de las euforbiáceas. Es endémica de Kenia.

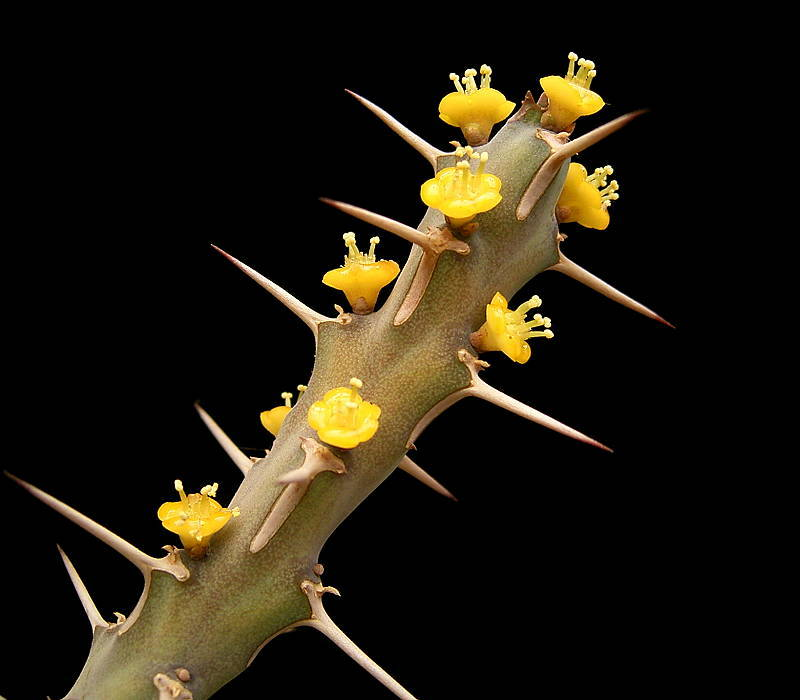
Ciatos

## Descripción
Es una planta suculenta perennifolia, libremente copetuda que alcanza un tamaño  de ± 30 cm de altura y 50 cm de diámetro, densamente ramificada en la base de una raíz carnosa gruesa.

## Ecología
Se encuentra generalmente en suelos rocosos volcánicos en las praderas arboladas, a una altitud de 1200-1780 metros.
Es  una especie cercana a Euphorbia graciliramea.

## Taxonomía
Euphorbia similiramea fue descrita por Susan Carter Holmes y publicado en Kew Bulletin 42: 371. 1987.
Etimología
Euphorbia: nombre genérico que deriva del médico griego del rey Juba II de Mauritania (52 a 50 a. C. - 23), Euphorbus, en su honor – o en alusión a su gran vientre –  ya que usaba médicamente Euphorbia resinifera. En 1753 Carlos Linneo asignó el nombre a todo el género.
similiramea: epíteto latino que significa "similar a ramas".